# Equazione di Arrhenius
In chimica l'equazione di Arrhenius è un'equazione differenziale lineare del primo ordine omogenea a coefficienti costanti che mette in relazione la costante di velocità con la variazione di temperatura. Il chimico nel 1889 dedusse che la costante di velocità potesse dipendere dall'esponenziale dell'inverso della temperatura: ne dedusse una dipendenza basata sulla distribuzione di Boltzmann:
{\displaystyle k=k_{0}e^{-{\frac {\Delta E^{\dagger }}{k_{B}T}}}}
dove:
- k è la costante di velocità
- k0 è un fattore pre-esponenziale, costante per variazioni di temperatura non troppo elevate[2]
- ΔE† è l'energia di attivazione, anch'essa costante per variazioni di temperatura non troppo elevate[2]
- kB è la costante di Boltzmann
- T è la temperatura assoluta.

## Deduzione analitica
Arrhenius ipotizzò che il fattore sterico (p) e il numero di collisioni (Z) fossero quasi insensibili alla temperatura, perciò dedusse l'equazione differenziale:
{\displaystyle {\frac {\operatorname {d} k}{\operatorname {d} T}}-{\frac {\Delta E^{\dagger }}{k_{B}T^{2}}}k=0}
Essa può essere facilmente risolta con il metodo della separazione delle variabili, venendo prima riscritta:
{\displaystyle {\frac {\operatorname {d} k}{k}}={\frac {\Delta E^{\dagger }}{k_{B}T^{2}}}\operatorname {d} T},
quindi integrando entrambi i membri nota una condizione di Dirichlet:
{\displaystyle \int _{k_{0}}^{k}{\frac {1}{\kappa }}\operatorname {d} \kappa =\int _{T_{0}}^{T}{\frac {\Delta E^{\dagger }}{k_{B}\tau ^{2}}}\operatorname {d} \tau }
risolvendo gli integrali arriviamo prima a:
{\displaystyle \ln k-\ln k_{0}=-{\frac {\Delta E^{\dagger }}{k_{B}T}}}
quindi effettuando l'esponenziale di entrambi i membri arriviamo alla forma esplicita:
{\displaystyle k=k_{0}e^{-{\frac {\Delta E^{\dagger }}{k_{B}T}}}}

Grafico del ln(k) in funzione di 1/T (in nero sono rappresentati i punti sperimentali, mentre in rosso è segnata la retta che interpola tali punti)

Scegliendo la temperatura di riferimento {\displaystyle T_{1}} l'equazione può essere ancora riscritta raccogliendo alcune costanti, ottenendo:
{\displaystyle k_{2}=k_{1}^{o}e^{-{\frac {\Delta E^{\dagger }}{k_{B}T_{2}}}}}
essendo {\displaystyle k_{1}^{o}=k_{1}e^{\left({\frac {\Delta E^{\dagger }}{k_{B}T_{1}}}\right)}}

## Interpretazione sperimentale
Diagrammando il {\displaystyle \ln k} in funzione di 1/T, si otterrebbe quindi in base all'equazione un grafico lineare con intercetta all'origine {\displaystyle \ln k_{0}} e coefficiente angolare {\displaystyle -{\frac {\Delta E^{\dagger }}{k_{B}}}}: la rappresentazione può risultare utile quindi sia per confrontare i dati sperimentali con il modello di Arrhenius sia per stabilire tra alcune reazioni competitive quale sia favorita: infatti la retta dell'equazione favorita a una certa temperatura è quella che ha l'ordinata corrispondente minore.
Se le due rette si intersecano, si avrà quindi un intervallo di temperature in cui è favorita la prima reazione e un intervallo di temperature in cui è favorita la seconda reazione. Se invece le rette non si intersecano, vuol dire che una delle due è assolutamente favorita (quella con energia di attivazione minore, cioè corrispondente alla retta più bassa) per il campo di temperature considerato.
Variando la temperatura dell'ambiente di reazione è quindi possibile privilegiare una reazione chimica rispetto alla sua reazione competitiva, aumentandone quindi la selettività. Spesso comunque si preferisce aumentare la selettività aggiungendo un catalizzatore, soprattutto quando la variazione di temperatura necessaria a favorire la reazione è elevata.